# Імператор Ґенсьо
Імператор Ґенсьо́ (яп. 元正天皇, げんしょうてんのう, кириліз.: ґенсьо тенно; 680 — 22 травня 748) — 44-а жінка-імператор Японії, синтоїстське божество, 5-а жінка на Імператорському престолі Японії. Донька принца Кусакабе і його дружини, у майбутньому імператора Ґеммей, старша сестра імператора Момму та внучка імператорів Тендзі й Темму. Правила з 3 жовтня 715 по 3 березня 724. Не одружена та не мала дітей. 
Замолоду звалася принцеса Хідака-хіме. У 715 році після зреченні матері посіла трон, ставши відомою як імператор Ґенсьо. Її небіж принц Обіто залишився спадкоємцем трону. Значний вплив зберігав сановник і аристократ Фудзівара но Фухіто, який фактично керував дайдзьоканом. 
718 року було укладено «кодекс Йоро» (фактично вступив у дію 751 року), що розвивав систему ріцурьо. 720 року було видано «Ніхон Сьокі» («Аннали Японії»). Того ж року помирає Фудзівара но Фухіто, внаслідок чого дайдзьокан фактично став контролювати принц Нагая, представник так званної «імператорської партії».
Система оподаткування, запроваджена імператрицею Дзіто, почала давати збій. Щоб компенсувати зменшення податкових надходжень, у 723 році за ініціативою принца Нагая був прийнятий «Акт володіння в трьох поколіннях». Згідно з цим актом, людям дозволялося володіти новообробленим полем раз на три покоління. У четвертому поколінні право володіння повернеться до центрального уряду. Цей акт мав на меті стимулювати обробку нових земель, але він діяв лише близько 20 років.
724 року передала правління небожеві  — принцу Обіто (що став імператором Сьому). Решту життя прожила, не втручаючись у політичні справи.